# Hipogeu Fàbregas i Mataró
L'Hipogeu Fàbregas i Mataró és un sepulcre del municipi de Lloret de Mar (Selva) que forma part de l'Inventari del Patrimoni Arquitectònic de Catalunya. Aquest hipogeu està format per dos hipogeus diferents, però relacionats (són de la mateixa família) i construïts en el mateix moment per B. Conill. Un pertanyia a la família Fàbregas i Mataró i l'altre a Maria de les Mercedes Barnés i Mataró de Fàbregas. Està situat a la meitat de l'avinguda de Sant Josep del cementiri de Lloret de Mar i està construït amb pedra de Montjuïc, gres de Lleida, marbre de Carrara i pedra local.

## Descripció

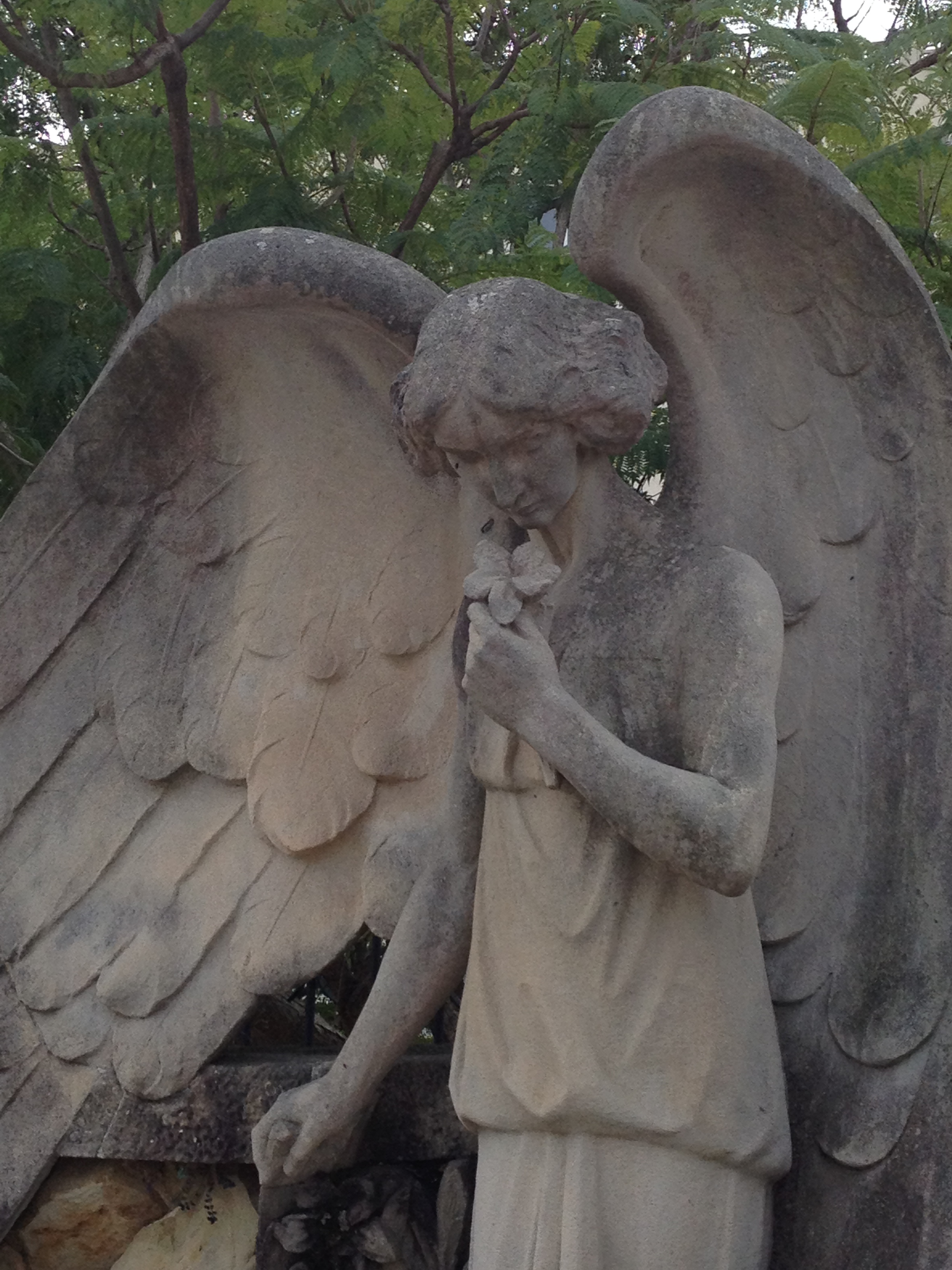
Àngel de l'Hipogeu Fàbregas i Mataró

Un element que els manté units és la reixa de ferro forjat, similar a l'existent al panteó Esqueu i Vilallonga (vegeu fitxa) que delimita d'espai sepulcral conjuntament amb el sepulcre hipogeu Vila i Domènec (Hipogeu núm. 29), possiblement també dissenyat per Conill. La sepultura consta de dues parts: l'àngel i la làpida als seus peus i el sarcòfag alçat sobre un cos que permet la col·locació frontal d'una segona làpida. L'àngel encarna aquí la figura i el personatge de la malenconía i la contemplació. És un àngel amb trets femenins que vetlla i guia la mort, amb les mans no són creuades al pit, sinó una arronsada i l'altra estirada, prenent un lliri, i unes gran ales desplegades de mode asimètric. Pel que fa al sarcòfag, lde doble vessant, la seva estructura i decoració és medievalitzant. Està decorada amb escuts, inserits en formes tetralobulades. Es tracta d'un programa heràldic que es completa amb un rellotge de sorra alat a la part alta (timpà) dels laterals del sarcòfag. A la cara frontal de la caixa es llegeix el fragment bíblic en llatí: "Quontiam in te / domine speravi / tu exaudis me / Domine Deus / meus psm. XXXVII"
Pel que fa al conjunt del cementiri de Lloret de Mar, és reconegut per oferir un dels conjunts d'escultura funerària modernista més importants del país. El cementiri s'articula al voltant l'avinguda Principal i la de Sant Josep (lateral esquerra). El conjunt de sepultures més interessants, la majoria de les quals estan realitzades amb pedra de Montjuïc (Barcelona) o de Girona, i amb marbre, en alguns casos de Carrara (Itàlia), són les sepultures ricament esculpides dels rics lloretencs: indianos que havien arribat de fer fortuna, metges, notaris i rendistes. Hi ha obres projectades pels arquitectes Bonavenutura Conill i Montobbio (1876-1946), Vicenç Artigues i Albertí (1876-1963), Josep Puig i Cadafalch (1862-1957) i Antoni M. Gallissà (1861-1903); i esculpides, entres d'altres, per Ismael Smith i Marí (1886-1972).

## Història
L'autor del projecte de les dues sepultures és l'arquitecte Bonaventura Conill i Montobbio i fou construït entre 1908i 1912. Pel que fa al cementiri, les primeres referències d'un nou cementiri són de 1874, però oficialment es va començar a tractar la necessitat de construir un nou cementiri més allunyat de la vila l'any 1891. El terreny escollit fou el lloc anomenat Mas d'en Bot, al costat de l'Ermita de Sant Quirze i que pertanyia al Sr. Salvador Bianchi. Les obres van començar el 1896-1899 i van acabar el 1901. La capella es va acabar el 1903, i fou construïda per Joan Soliguer. Pel que fa als panteons i hipogeus de primera classe, aquests varen ser encomanats majoritàriament a arquitectes. Els projectes dels panteons i hipogeus del nou cementiri foren d'A M. Gallissà, J. Puig i Cadafalc, V. Artigas i Albertí, B. Conill i Montobbio i R. M. Ruidor.